# Élections législatives allemandes de mai 1924
 (novembre 2018).
Si vous disposez d'ouvrages ou d'articles de référence ou si vous connaissez des sites web de qualité traitant du thème abordé ici, merci de compléter l'article en donnant les références utiles à sa vérifiabilité et en les liant à la section « Notes et références ».
Les élections législatives de mai 1924 eurent lieu le 4 mai, et portèrent au pouvoir une coalition entre Zentrum, Parti démocrate allemand (DDP) et Parti populaire allemand (DVP). À la suite de cette élection, Wilhelm Marx, président du Zentrum, forma un nouveau gouvernement.

## Résultats
|                          |                                                     |            |       |       |        |     |
| Parti                    | Parti                                               | Voix       | %     | +/-   | Sièges | +/- |
|                          | Parti social-démocrate d'Allemagne (SPD)            | 6 008 905  | 20,52 | 1,40  | 100    | 3   |
|                          | Parti populaire national allemand (DNVP)            | 5 696 475  | 19,45 | 4,38  | 95     | 24  |
|                          | Zentrum (Z)                                         | 3 914 379  | 13,37 | 0,27  | 65     | 1   |
|                          | Parti communiste d'Allemagne (KPD)                  | 3 693 280  | 12,61 | 10,52 | 62     | 58  |
|                          | Parti populaire allemand (DVP)                      | 2 694 381  | 9,20  | 4,70  | 45     | 20  |
|                          | Parti national-socialiste de la liberté (NSFP)      | 1 918 329  | 6,55  | Nv.   | 32     | Nv. |
|                          | Parti démocrate allemand (DDP)                      | 1 655 129  | 5,65  | 2,63  | 28     | 11  |
|                          | Parti populaire bavarois (BVP)                      | 946 648    | 3,23  | 0,93  | 16     | 4   |
|                          | Ligue agricole                                      | 574 939    | 1,96  | Nv.   | 10     | Nv. |
|                          | Parti du Reich des classes moyennes allemandes (WP) | 500 820    | 1,71  | Nv.   | 7      | Nv. |
|                          | Autres                                              | 1 678 513  | 5,73  | –     | 8      | –   |
|                          |                                                     |            |       |       |        |     |
| Suffrages exprimés       | Suffrages exprimés                                  | 29 281 798 | 98,56 |       |        |     |
| Votes invalides          | Votes invalides                                     | 427 582    | 1,44  |       |        |     |
| Total                    | Total                                               | 29 709 380 | 100   | –     | 472    | 13  |
| Abstentions              | Abstentions                                         | 8 665 603  | 22,58 |       |        |     |
| Inscrits / participation | Inscrits / participation                            | 38 374 983 | 77,42 |       |        |     |